# Karl Gofferje
Karl Gofferje (* 10. Juni 1893 in Niederbreisig; † 23. August 1966 in Bockenem) war ein deutscher Musikpädagoge, Lautenspieler, Multiinstrumentalist und Instrumentenbauer der Jugendmusikbewegung.

## Leben und Werk
Karl Gofferje studierte, nachdem er seinen Beruf als Arzt aufgegeben hatte, in Würzburg Instrumentalspiel, Dirigieren und Komposition. Er bereitete sich darüber hinaus für das höhere Lehramt vor. Neben der Musik belegte er in Würzburg und Berlin musikwissenschaftliche Kurse unter anderem bei Hugo Riemann mit Nebenfachstudien in Germanistik, Physik mit Schwerpunkt Akustik und Philosophie.
Er wirkte zunächst als Musikpädagoge und Musikschriftsteller in Ochsenfurt. 1929 wurde er Dozent und stellvertretender Leiter des Musikheims in Frankfurt an der Oder. 1933 wurde er dort aus politischen Gründen vom Dienst entbunden und arbeitete dann in einer Orgelbaufirma. 1938 wurde er wieder Professor für Musikerziehung an der derselben Bildungsinstitution in Frankfurt an der Oder; 1944 wurde er wegen passiven Widerstandes an die Lehrerbildungsanstalt Lauenburg in Ostpommern strafversetzt. Nach 1945 lebte Karl Gofferje zunächst in Erfurt und war dort ab 1947 Lehrer an einer Musikschule. Er setzte sich in die Bundesrepublik Deutschland ab und verbrachte seinen Ruhestand in Bockenem.
Karl Gofferje war von 1925 bis 1929 NSDAP-Mitglied und trat zum 1. Mai 1933 der Partei wieder bei (Mitgliedsnummer 2.512.347). Er wirkte als Abteilungsleiter der Nationalsozialistischen Kulturgemeinde (NSKG) in Berlin. Er war Mitarbeiter der Reichsjugendführung im Referat Volkstum und Heimat. Ab 1935 fungierte er auch als Leiter des Arbeitskreises für Jugend- und Volksmusikpflege der Reichsmusikkammer.
Karl Gofferje war seit den frühen 1920er Jahren voll in die Jugendmusikbewegung integriert. Er spielte Gitarre und Laute und brachte sich autodidaktisch das Blockflötenspiel bei. 1932 brachte er das Werk Die Blockflöte. Eine Anweisung, die Blockflöte zu spielen heraus. Anfang der 1930er Jahre entwickelte er zusammen mit dem Cembalobauer Walter Merzdorf ein Blockflötenmodell mit deutscher Griffweise in zwei Varianten: einerseits als weit mensuriertes Instrument mit einem weichen und querflötenartigen Ton, andererseits als eher eng mensuriertes Instrument mit einem historischen Barockblockflötenton. Vor allem entwickelte Karl Gofferje aufgrund seiner Spezialisierung als Akustiker und Musikwissenschaftler einen Flötentypus, der sich signifikant von den Flöten der Zeit unterschied. Die Flöten wurden von der Firma Max König & Söhne in Zwota in Serie hergestellt. Diese Gofferje-Merzdorf-König-Blockflöten wurden zwischen 1932 und 1939 mit über 22.000 Stück hoch erfolgreich abgesetzt und fanden große Verbreitung. Diese Flöten wurden auch von professionellen Musikern wie Konrad Lechner, Karl Marx, Ferdinand Enke, Reinhold Heyden, Wilhelm Twittenhof und Werner Tiez verwendet.
Karl Gofferje wurde im August 1966 in einem Familiengrab auf dem Würzburger Hauptfriedhof beigesetzt.

## Werke von Karl Gofferje (Auszüge)
- Alte deutsche Kirchenlieder zur Laute. (Reihe: Heft 3 der Hausmusik, herausgegeben von Fritz Jöde), Wolfenbüttel 1919.
- Kammerlieder. Einige alte Volkslieder für Singstimmen und begleitende Streichinstrumente gesetzt von Karl Gofferje. Herausgegeben durch die Neudeutsche Musikgilde. Greifenverlag. Hartenstein, Sachsen 1921.
- Die Blockflöte; Eine Anweisung die Blockflöte zu spielen gegeben von Karl Gofferje; Erster Teil: Die Grundlegung. Berlin/Kassel 1935.